# Saulius Ambrulevicius
Saulius Ambrulevicius (Kaunas, 10 giugno 1992) è un danzatore su ghiaccio lituano. Insieme a Allison Reed ha vinto il bronzo al Campionato europeo nel 2024.

## Risultati

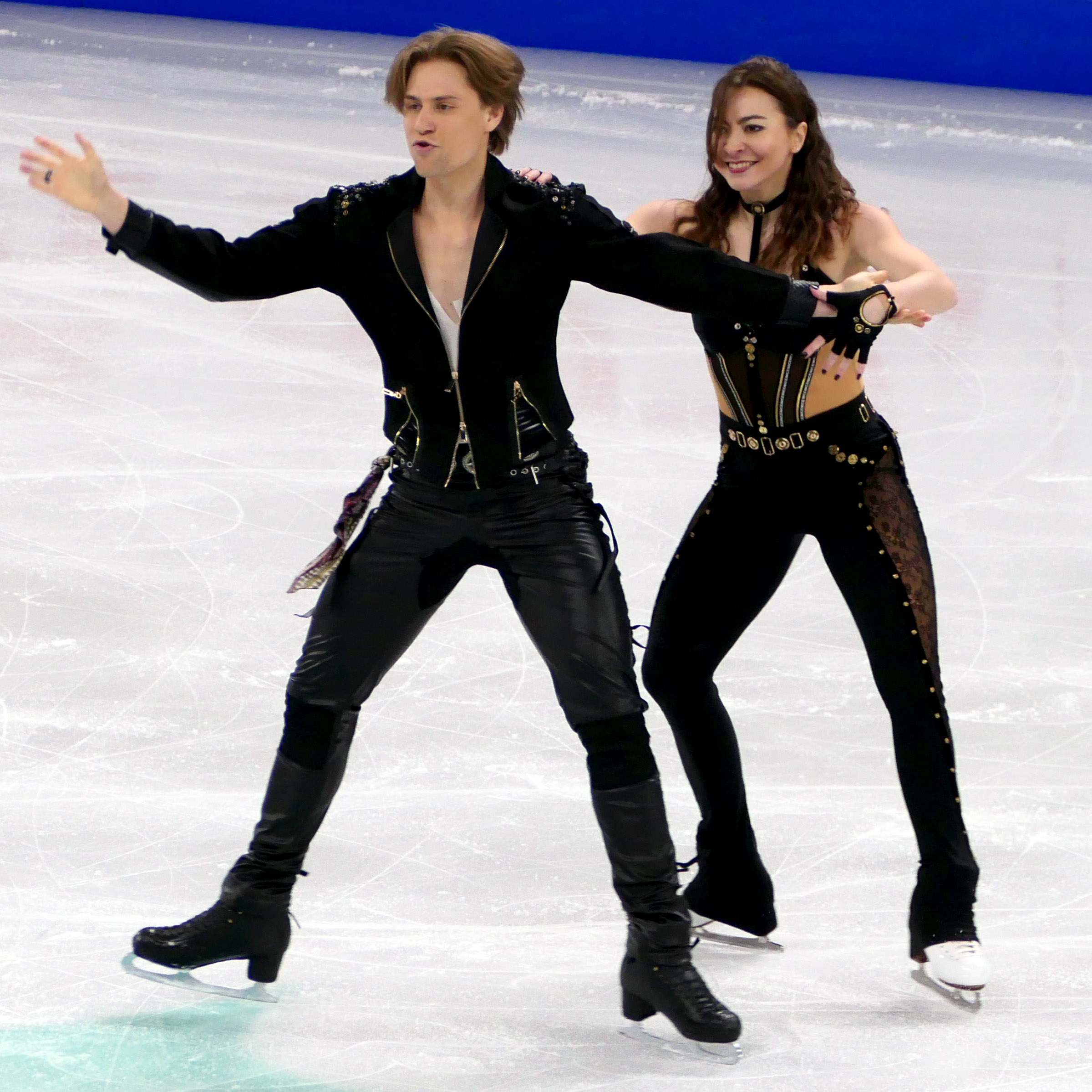
Allison Reed e Saulius Ambrulevicius al Campionato del mondo nel 2024

GP: Grand Prix; CS: Challenger Series; JGP: Junior Grand Prix

### Con Reed
| Internazionali                      | Internazionali | Internazionali | Internazionali | Internazionali | Internazionali | Internazionali | Internazionali | Internazionali |
| Evento                              | 2017–18        | 2018–19        | 2019–20        | 2020–21        | 2021–22        | 2022–23        | 2023–24        | 2024-25        |
| ----------------------------------- | -------------- | -------------- | -------------- | -------------- | -------------- | -------------- | -------------- | -------------- |
| Campionati mondiali                 | 20°            | 17°            | C              | 15°            | 10°            | 7°             | 6°             | 21°            |
| Campionati europei                  | R              | 13°            | 11°            |                | 8°             | 4°             | 3°             | 6°             |
| GP Internationaux de France         |                | 9°             | 10°            | C              | 8°             |                |                | 4°             |
| GP NHK Trophy                       |                |                |                |                |                | 4°             | 3°             | 3°             |
| GP Rostelecom Cup                   |                | 6°             | 5°             | 7°             | 7°             |                |                |                |
| GP Skate America                    |                |                |                |                |                | R              |                |                |
| GP Skate Canada                     |                |                |                |                |                |                | 3°             |                |
| CS Autumn Classic                   |                |                |                |                |                |                | R              |                |
| CS Cup of Austria                   |                |                |                |                | R              |                |                |                |
| CS Finlandia Trophy                 |                |                | 5°             |                |                |                |                |                |
| CS Golden Spin of Zagreb            |                |                |                |                | 2°             | 2°             | 1°             |                |
| CS Lombardia Trophy                 |                |                | 6°             |                |                | 2°             |                |                |
| CS Nebelhorn Trophy                 | 7°             |                | 7°             |                |                | 2°             | 2°             |                |
| CS Ondrej Nepela Trophy             | 6°             |                |                |                |                |                |                |                |
| CS Tallinn Trophy                   | 8°             |                |                |                |                |                |                |                |
| CS Trophée de Nice                  |                |                |                |                |                |                |                | 1°             |
| Bavarian Open                       |                |                | 1°             |                |                |                |                |                |
| Budapest Trophy                     |                |                |                |                | 2°             |                |                |                |
| Egna Dance Trophy                   |                |                |                |                |                |                |                | 1°             |
| Halloween Cup                       |                | 2°             |                |                |                |                |                |                |
| Santa Claus Cup                     | 5°             |                |                |                |                |                |                |                |
| Volvo Open                          |                | 5°             |                |                |                |                |                |                |
| Nazionali                           |                |                |                |                |                |                |                |                |
| Campionati lituani                  | 1°             | 1°             | 1°             | 1°             | 1°             |                |                |                |
| R = Ritirati; C = Evento cancellato |                |                |                |                |                |                |                |                |

### Con Taylor Tran

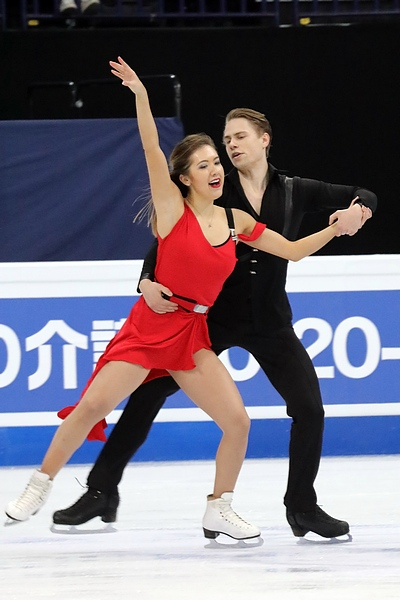
Tran/Ambrulevičius al Campionato del mondo nel 2017.

| Internazionali               | Internazionali | Internazionali | Internazionali |
| Evento                       | 2014–15        | 2015–16        | 2016–17        |
| ---------------------------- | -------------- | -------------- | -------------- |
| Campionati mondiali          |                |                | 30°            |
| Campionati europei           | 24°            | 25°            | 18°            |
| CS Finlandia Trophy          |                |                | 8°             |
| CS Ondrej Nepela Memorial    |                |                | 9°             |
| CS U.S. Classic              |                | 8°             |                |
| CS Warsaw Cup                |                | 6°             |                |
| Autumn Classic International |                | 7°             |                |
| Bavarian Open                |                | 11°            |                |
| Pavel Roman Memorial         |                | 2°             |                |
| Tallinn Trophy               | 5°             |                |                |
| Nazionali                    |                |                |                |
| Campionati lituani           |                | 1°             | 1°             |

### Individuale maschile

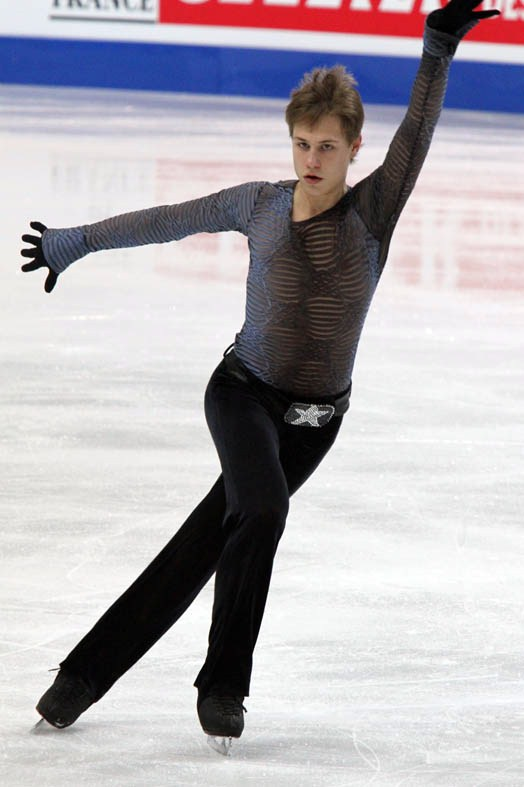
Saulius Ambrulevičius nel 2011.

| Internazionali                           | Internazionali | Internazionali | Internazionali | Internazionali | Internazionali | Internazionali | Internazionali |
| Evento                                   | 2006–07        | 2007–08        | 2008–09        | 2009–10        | 2010–11        | 2011–12        | 2012–13        |
| ---------------------------------------- | -------------- | -------------- | -------------- | -------------- | -------------- | -------------- | -------------- |
| Campionati mondiali                      |                | 45°            | 49°            | 38°            |                | 42°            |                |
| Campionati europei                       |                |                | 37°            | 34°            | 34°            |                | 27°            |
| Golden Spin of Zagreb                    |                |                |                |                |                |                | 7°             |
| Nebelhorn Trophy                         |                |                |                |                | 21°            |                | 30°            |
| NRW Trophy                               |                |                |                |                | 23°            |                |                |
| Ondrej Nepela Memorial                   |                |                |                |                |                | 17°            |                |
| Universiadi                              |                |                |                |                | 26°            |                |                |
| Warsaw Cup                               |                |                |                |                |                |                | 11°            |
| Internazionali: Junior                   |                |                |                |                |                |                |                |
| Campionati mondiali                      | 45°            | 47°            | 33°            |                | 38°            |                |                |
| JGP Francia                              |                |                | 18°            |                |                |                |                |
| JGP Ungheria                             |                |                |                | 16°            |                |                |                |
| JGP Regno Unito                          |                | 26°            |                |                |                |                |                |
| Festival olimpico della gioventù europea | 17°            |                |                |                |                |                |                |
| Warsaw Cup                               |                |                | 10°            |                |                |                |                |
| Nazionali                                |                |                |                |                |                |                |                |
| Campionati lituani                       | 1°             | 1°             | 1°             | 1°             | 1°             | 1°             | 1°             |